# Кам'янське лісове господарство
Державне підприємство «Ка́м'янське лісове господарство» — структурний підрозділ Черкаського обласного управління лісового та мисливського господарства.
Офіс знаходиться в місті Кам'янка Кам'янського району Черкаської області.

## Історія
Підприємство було утворене 1954 року на базі Олександрівського лісгоспу Кіровоградської області, сучасний статус отримало згідно з наказом Держкомлісгоспу України № 96 від 3 лютого 2005 року.

## Лісовий фонд
Лісовий фонд підприємства розміщений на території Кам'янського району, а також частково на території Смілянського, Шполянського та Чигиринського районів.
Загальна площа лісового фонду складає 26487 га, з них під лісами — 24264 га.

## Лісництва
Лісове господарство охоплює 5 лісництв:
- Грушківське лісництво
- Капітанівське лісництво
- Креселецьке лісництво
- Макіївське лісництво
- Тимошівське лісництво

## Об'єкти природно-заповідного фонду
Природно-заповідний фонд представлений 19 об'єктами загальною площею 1516 га.